# Tórbjørn Poulsen
Tórbjørn Poulsen (* 25. Januar 1932 in Tórshavn; † 7. November 2014 ebenda) war ein färöischer Politiker der Sjálvstýrisflokkurin SF, der unter anderem  von 1981 bis 1985 Minister für Finanzen, Kommunales und Kultur in der Landesregierung Pauli Ellefsen sowie zwischen 1988 und 1990 Mitglied des Løgting war.

## Leben
Tórbjørn Poulsen, Sohn von Maria Olsen und Poul Poulsen, absolvierte ein Studium im Fach Bauingenieurwesen an Dänemarks Technischer Universität DTH (Danmarks Tekniske Højskole), welches er 1959 abschloss, und war danach zwischen 1959 und 1962 Leiter LORAN-Funknavigationsanlage in Eiði. Nachdem er von 1962 bis 1973 als Ingenieur bei der dänischen Post- und Telegrafenbehörde P&T (Post- og Telegrafvæsenet) gearbeitet hatte, fungierte er zwischen 1973 und 1997 – mit Ausnahme seiner Amtszeit als Minister – als Abteilungsleiter bei der öffentlich-rechtlichen Telekommunikationsgesellschaft TFL (Føroya Tele). Am 5. Januar 1981 wurde er in die Landesregierung Pauli Ellefsen berufen und bekleidete in dieser bis zum 10. Januar 1985 die Ämter als Minister für Finanzen, Kommunales und Kultur. Für seine Verdienste wurde er 1984 zum Ritter des Dannebrogordens ernannt.
Nach seinem Ausscheiden aus der Landesregierung der Färöer war er zwischen 1985 und 1988 Mitglied des Líkningarnevnd, einem Ausschuss der Hauptstadt Tórshavn sowie von 1985 bis 1991 erstmals Vorstandsmitglied des Haus des Nordens (Norðurlandahúsið), das 1983 eingeweihte wichtigste Kultur- und Kongresszentrum der Färöer. Bei der Løgtingswahl am 8. November 1988 wurde er für die Unabhängigkeitspartei SF (Sjálvstýrisflokkurin) zum Mitglied des Parlaments (Løgting) gewählt und vertrat in diesem bis zum 17. November 1990 den Wahlkreis „Suðurstreymoyar“. Nach seinem Ausscheiden aus der Løgting wurde er 1991 Mitglied des Naturschutzausschusses (Yvirfriðingarnevndini) und war von 1996 bis 1997 abermals Vorstandsmitglied des Haus des Nordens. Darüber hinaus fungierte er zwischen 1998 und 2000 als Vorstandsmitglied des Nordischen Instituts NAPA (Nunani Avannarlerni Piorsarsimassutsikkut Attaveqaat) in Grönland. Aus seiner Ehe mit Ásla Mouritzen gingen vier Kinder hervor, darunter Poul Henrik Poulsen, der mit der Politikerin und Parlamentsabgeordneten Katrin Kallsberg verheiratet war.